# Cirit Roketsan
Cirit (em português: dardo) é um míssil, inicialmente, ar-superfície ou, menos comumente, superfície-superfície de 70 mm guiado a laser originário da Turquia, desenvolvido e produzido pela Roketsan.
Em si é uma solução custo-benefício de alta precisão para o tipo de alvos dos quais foi concebido e também foi projetado para preencher a lacuna de mísseis anticarro guiados e foguetes não guiados.

## Histórico
Em 2004, Roketsan deu início ao desenvolvimento do míssil e os primeiros testes foram conduzidos em 2006.
Com a produção em série havendo começado em 2011, a Roketsan fez um pedido à Goodrich para a produção e fornecimento dos sistemas de medição inercial SilMU02 em setembro do mesmo ano. Em dezembro, a Roketsan foi selecionada pela Eurocopter para fornecer destes mísseis para os helicópteros EC-635, mas sem detalhes desde então.
O primeiro míssil produzido sobre um contrato de fornecimento assinado pelo Ministério da Defesa Turco foi entregue às Forças Armadas Turcas em maio de 2012.
A Tawazun (Emirados Árabes Unidos) e Roketsan (Turquia) assinaram, em fevereiro de 2013, um acordo para produzir mísseis Cirit em conjunto para as Forças Armadas dos Emirados e, a partir de junho de 2014, mais de 1000 unidades foram entregas às forças dos Emirados.
Outros países também ou possivelmente adquiriram o Cirit para complementar a compra de aeronaves de combate turcas, como é o caso das Filipinas que adquiriram helicópteros de ataque T129 juntamente com mísseis Cirit e UMTAS, e o Chade e Níger que adquiriram aviões Hurkus-C.

## Descrição

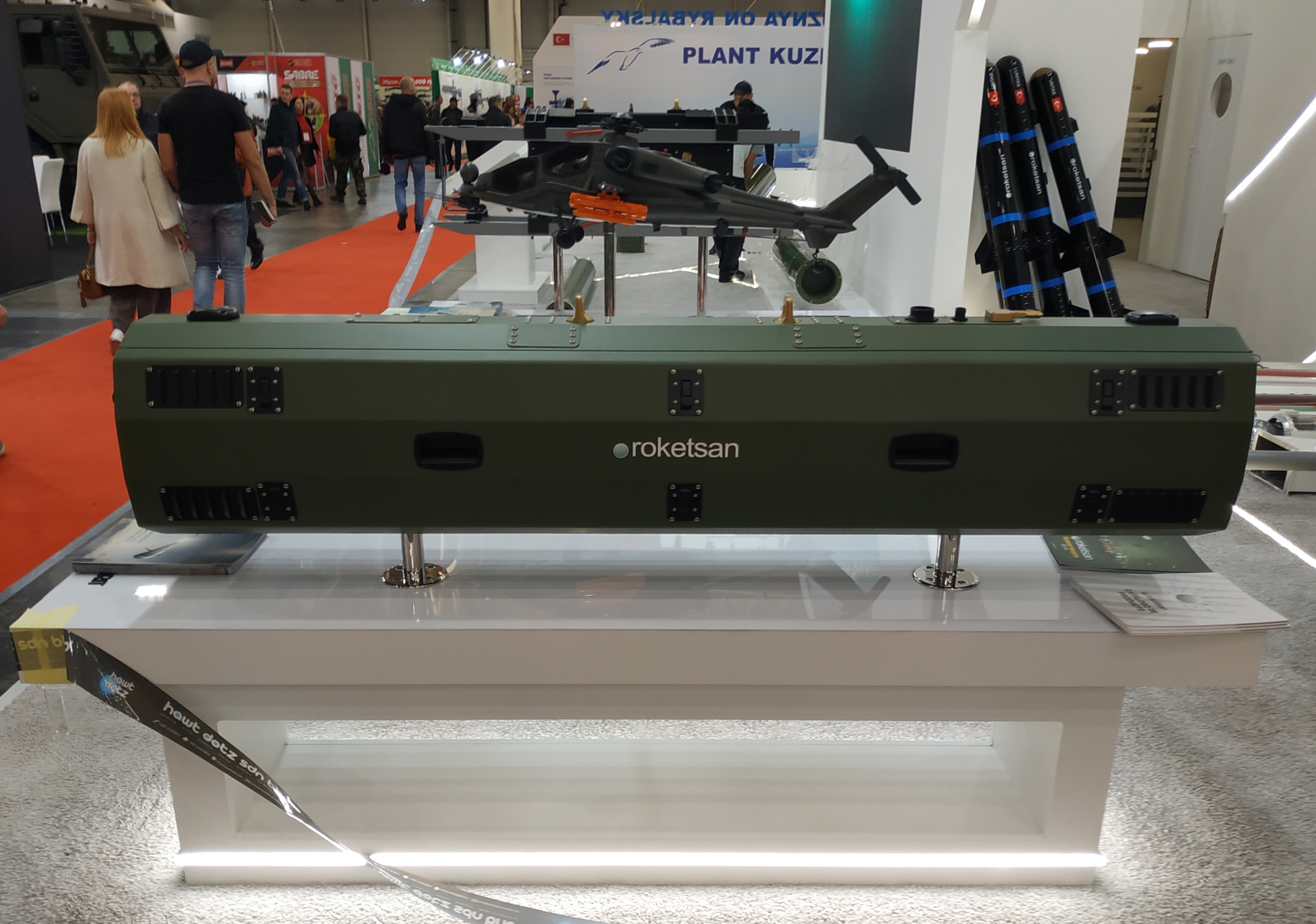
Míssil Cirit exposto juntamente com um lançador quádruplo e um FNSS ACV-15 (opção de plataforma) atrás

Tem como destino a alvos terrestres leves, desde estáticos ou em movimento, com ou sem armadura. Carrega consigo uma ogiva multipropósito, sendo antiarmadura, antipessoal e incendiária, ou então alto-explosivo.
A orientação funciona com o uso de sistemas microeletromecânicos, uma unidade de medição inercial (não confundir com sistema de navegação inercial), um seeker (em português: buscador ou perseguidor) a laser semiativo situado na ponta, e a manobra depende de dois pares de quatro estabilizadores, um perto do propulsor e outro atrás da ponta.
Cada míssil Cirit requer, por norma, um lançador duplo ou quádruplo para ser integrado nas respetivas plataformas e depois disparado. Os lançadores podem ser padrão ou SMART, desenvolvidos pela própria Roketsan. Os SMART são capazes de fornecer informação sobre o inventário e permitem comunicação full-duplex / bidirecional entre o míssil e o operador das armas.

## Plataformas de lançamento

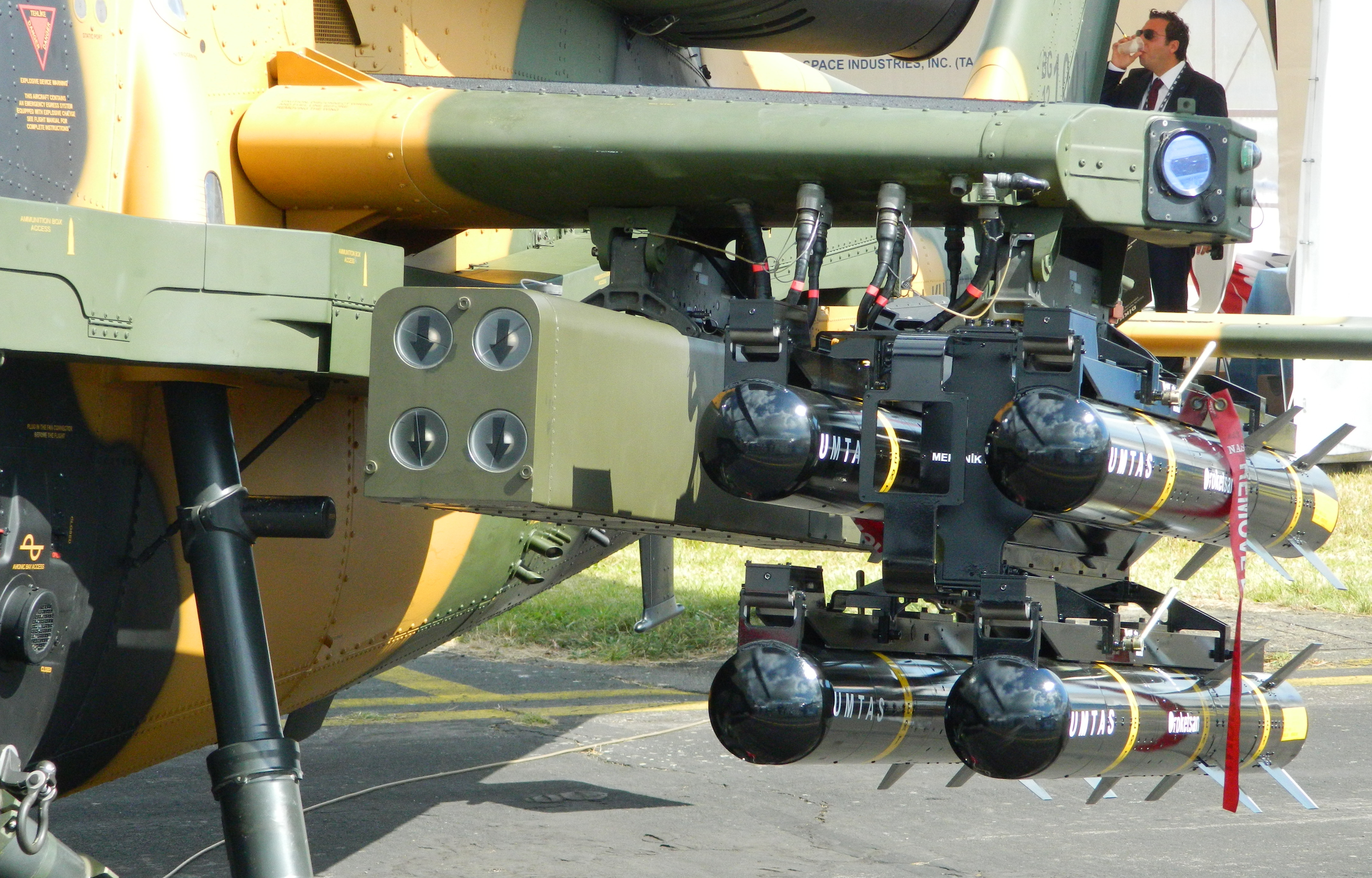
Um T129 ATAK equipado com quatro mísseis Cirit em um lançador quádruplo (esquerda)

É considerado o principal armamento dos helicópteros T129 ATAK e também havia sido integrado em outras aeronaves rotativas, como os AH-1W Super Cobra e UH-60, e de asa fixa, tais como AT-802 e TAI Hürkuş.
Também pode ser lançado a partir de meios terrestres, sobre rodas ou lagartas, FNSS ACV-15 e FNSS Kaplan STA ou navais, tripulados ou não tripulados (AUSV, Armed Unmaned Surface Vehicle / Vessel), com o uso de plataformas KMC.

## Operadores
Atuais:
- Turquia[12]
- Emirados Árabes Unidos[12]
- Filipinas[23]

Potenciais:
- Chade[14]
- Níger[14]